# Kirsten Emmelmann
Kirsten Emmelmann, született Siemon (Warnemünde, 1961. április 19. –) Európa-, és világbajnok német atléta.

## Pályafutása
1982-ben, majd 1986-ban is tagja volt az Európa-bajnok kelet-német négyszer négyszázas váltónak. Dagmar Neubauer, Petra Schersing és Sabine Busch váltótársaként 1987-ben aranyérmet nyert a római világbajnokságon. Ezen a tornán egy bronzérmet is szerzett; harmadik lett négyszáz méteren.
Pályafutása alatt mindössze egy olimpián vett részt. 1988-ban a szöuli olimpiai játékokon rajthoz állt egyéniben, és a váltó tagjaként is négyszázon. A váltóval bronzérmes lett, míg az egyéni számban nem jutott be a döntőbe.

## Egyéni legjobbjai
- 400 méteres síkfutás - 50,07 s (1985)

## Magánélete
Férje, Frank Emmelmann szintén sikeres atléta.